# غاري جيتر
غاري جيتر (بالإنجليزية: Gary Jeter) هو لاعب كرة قدم أمريكية أمريكي، ولد في 24 يناير 1955 في ويرتون في الولايات المتحدة، وتوفي في 10 مارس 2016 في Plainsboro Township, New Jersey ‏ في الولايات المتحدة بسبب مرض.

## وصلات خارجية
- غاري جيتر على موقع مرجع كرة القدم المحترفة.كوم (الإنجليزية)